# Хоссейни, Хоссейн
Сейед Хоссейн Хоссейни (перс. سید حسین حسینی‎; род. 30 июня 1992, Шираз) — иранский футболист, вратарь клуба «Эстегляль» и национальной сборной Ирана.

## Клубная карьера
Футбольную карьеру начал в клубе «Барг Шираз». В клубе был вторым вратарём, вышел на поле в двух поединках за два сезона.
Летом 2012 года подписал 3-летний контракт с клубом «Эстегляль».
Дебютировал за новый клуб 9 июля 2013 года в товарищеском матче против киевского «Динамо» (2:1). На официальном уровне дебютировал за команду 10 декабря 2013 года в поединке национального кубка против клуба «Каспиана Казвин».
Летом 2014 года, для прохождения военной службы, отправился в аренду в связанный с министерством обороны Ирана клуб «Малаван». Дебютировал за новый клуб 25 августа 2014 года в поединке против клуба «Рах Ахана».
По завершении военной службы вернулся в «Эстегляль», где стал дублёром Сейеда Мехди Рахмати. В преддверии матча первого тура Про-лиги сезона 2016/2017 года против клуба «Нефт Тегеран» Сейед Мехди Рахмати получил травму, и в стартовом составе вышел на поле Хоссейн Хоссейни. В сезоне 2016/17 годов сыграл 8 матчей.
В начале сезона 2017/2018 годов Мехди Рахмати был основным вратарём, однако после неудачного старта сезона, после пятого тура, главный тренер Алиреза Мансурян решил предоставить шанс Хоссейни. 15 сентября Хоссейн дебютировал в поединке иранского чемпионата против клуба «Парс Джонуби», в котором пропустил 2 мяча. В следующем матче чемпионата, 20 сентября против клуба «Зоб Ахан», вывел свою команду на футбольное поле с капитанской повязкой. 12 января он установил новый рекорд по продолжительности серии «сухих матчей» в чемпионатах Ирана, побив рекорд, установленный Бахрамом Маваддатом в 1976 году; оставлял свои ворота в неприкосновенности на протяжении 872 минут подряд. В октябре 2019 года голкипер Пайам Ниязманд превзошёл рекорд Хоссейни (940 минут).

## Карьера в сборной
Выступал за юношескую сборную Ирана U-17 на чемпионате мира 2009 года в Нигерии. Также выступал за молодёжную сборную страны.
3 ноября 2017 года главный тренер Карлуш Кейрош впервые вызвал Хоссейна в расположение сборной Ирана. Дебютировал в сборной 17 марта 2018 года в поединке против сборной Сьерра-Леоне, в котором Хоссейни во втором тайме заменил Хамеда Лака и отстоял в воротах иранской сборной «на ноль». В 2018 году попал в расширенный состав иранской сборной на чемпионат мира 2018 года в России, однако в финальный список сборной Ирана из 23 игроков не попал.
В ноябре 2022 года был включён в окончательный список футболистов, которые попали в заявку сборной Ирана для участия в матчах чемпионата мира 2022 года в Катаре.

### Список матчей за сборную
| Матчи Хоссейна Хоссейни за сборную Ирана | Матчи Хоссейна Хоссейни за сборную Ирана | Матчи Хоссейна Хоссейни за сборную Ирана | Матчи Хоссейна Хоссейни за сборную Ирана | Матчи Хоссейна Хоссейни за сборную Ирана | Матчи Хоссейна Хоссейни за сборную Ирана | Матчи Хоссейна Хоссейни за сборную Ирана |
| №                                        | Дата                                     | Соперник                                 | Счёт                                     | Голы                                     | Соревнование                             |                                          |
| ---------------------------------------- | ---------------------------------------- | ---------------------------------------- | ---------------------------------------- | ---------------------------------------- | ---------------------------------------- | ---------------------------------------- |
| 1                                        | 17 марта 2018                            | Сьерра-Леоне                             | 4:0                                      | —                                        | Товарищеский матч                        |                                          |
| 2                                        | 19 мая 2018                              | Узбекистан                               | 1:0                                      | —                                        | Товарищеский матч                        |                                          |
| 3                                        | 15 ноября 2018                           | Тринидад и Тобаго                        | 1:0                                      | —                                        | Товарищеский матч                        |                                          |
| 4                                        | 24 декабря 2018                          | Палестина                                | 1:1                                      | —                                        | Товарищеский матч                        |                                          |
| 5                                        | 27 сентября 2022                         | Сенегал                                  | 1:1                                      | —                                        | Товарищеский матч                        |                                          |
| 6                                        | 10 ноября 2022                           | Никарагуа                                | 1:0                                      | —                                        | Товарищеский матч                        |                                          |
| 7                                        | 16 ноября 2022                           | Тунис                                    | 0:2                                      | —                                        | Товарищеский матч                        |                                          |
| 8                                        | 21 ноября 2022                           | Англия                                   | 2:6                                      | —                                        | ЧМ-2022                                  |                                          |
| 9                                        | 25 ноября 2022                           | Уэльс                                    | 2:0                                      | —                                        | ЧМ-2022                                  |                                          |
| 10                                       | 28 марта 2023                            | Кения                                    | 2:0                                      | —                                        | Товарищеский матч                        |                                          |
| 11                                       | 26 марта 2024                            | Туркменистан                             | 1:0                                      | —                                        | Отборочные матчи ЧМ-2026                 |                                          |

Итого: 11 матчей / 0 голов; 7 побед, 2 ничьих, 2 поражения.

## Достижения
«Эстегляль»
- Про-лига Персидского залива
  - Чемпион: 2012/13
- Кубок Ирана
  - Обладатель: 2017/18